# Ochromyscus yemeni
Ochromyscus yemeni (Sanborn & Hoogstraal, 1953) è un roditore della famiglia dei Muridi diffuso nella Penisola Arabica.

## Descrizione

### Dimensioni
Roditore di piccole dimensioni, con la lunghezza della testa e del corpo tra 78 e 120 mm, la lunghezza della coda tra 151 e 180 mm, la lunghezza del piede tra 23 e 28 mm e la lunghezza delle orecchie tra 20 e 26 mm.

### Aspetto
Le parti superiori sono marroni chiare, grigiastre in mezzo agli occhi e più scure lungo la spina dorsale. Le parti ventrali e le zampe sono bianchi. Le orecchie sono grandi. La coda è più lunga della testa e del corpo, scura sopra e chiara sotto. Le femmine hanno 2 paia di mammelle pettorali e 2 paia inguinali. Il cariotipo è 2n = 36 FNa = 36.

## Biologia

### Comportamento
È una specie terricola e notturna.

### Alimentazione
Si nutre principalmente di foglie e germogli, ma anche di insetti, ragni, roditori del genere Acomys e lucertole. Uno stomaco conteneva anche una rana arboricola verde della specie Hyla savignyi.

### Riproduzione
Danno alla luce una media di 5 piccoli alla volta durante tutto l'anno eccetto che tra agosto e settembre-

## Distribuzione e habitat
Questa specie è diffusa nello Yemen settentrionale e nell'Arabia Saudita sud-occidentale.
Vive nelle boscaglie montane tra le rocce.

## Conservazione
La IUCN Red List, considerato il vasto areale e la popolazione numerosa, classifica O.yemeni come specie a rischio minimo (Least Concern).